# Barrage de Tignes
Barrage du Chevril
Le barrage de Tignes ou barrage du Chevril est un barrage hydroélectrique situé dans la haute vallée de l'Isère ou vallée de la Tarentaise, dans le département de la Savoie, en France.
Le barrage est installé sur le cours de l'Isère, en contrebas de la station de sports d'hiver de Tignes.
Il est une fierté française d'après guerre, mais entraîne en 1952 l'expulsion des habitants du village originel de Tignes, sa destruction puis son engloutissement. Le barrage a été conçu par l'ingénieur André Coyne et son directeur de projet Jean-Louis Molimard. Il était le plus haut barrage voûte d'Europe (181 m de haut) au moment de sa construction (il reste aujourd'hui le plus haut de France).

## Géographie
Le barrage est installé dans la commune de Tignes, dans le département de la Savoie situé en région Auvergne-Rhône-Alpes, en France. Il est le barrage le plus haut de France.
Il se situe sur le cours d'eau de l'Isère dans le lac artificiel du Chevril.

## Histoire
Envisagée dès 1930, au terme de l'intense spéculation boursière des années 1920 sur l'hydroélectricité, la construction du barrage commence en 1941 dans la cuvette du Chevril qui se prête particulièrement bien à la construction d'un « grand barrage ».
Après-guerre, les besoins en énergie sont énormes.
Très vite, les 387 habitants menacés d'expulsion tentent d'empêcher le déroulement des travaux en raison d'un manque d'information sur leur avenir ou d'un manque de clarté quant au rachat de leurs maisons et de leurs terrains.

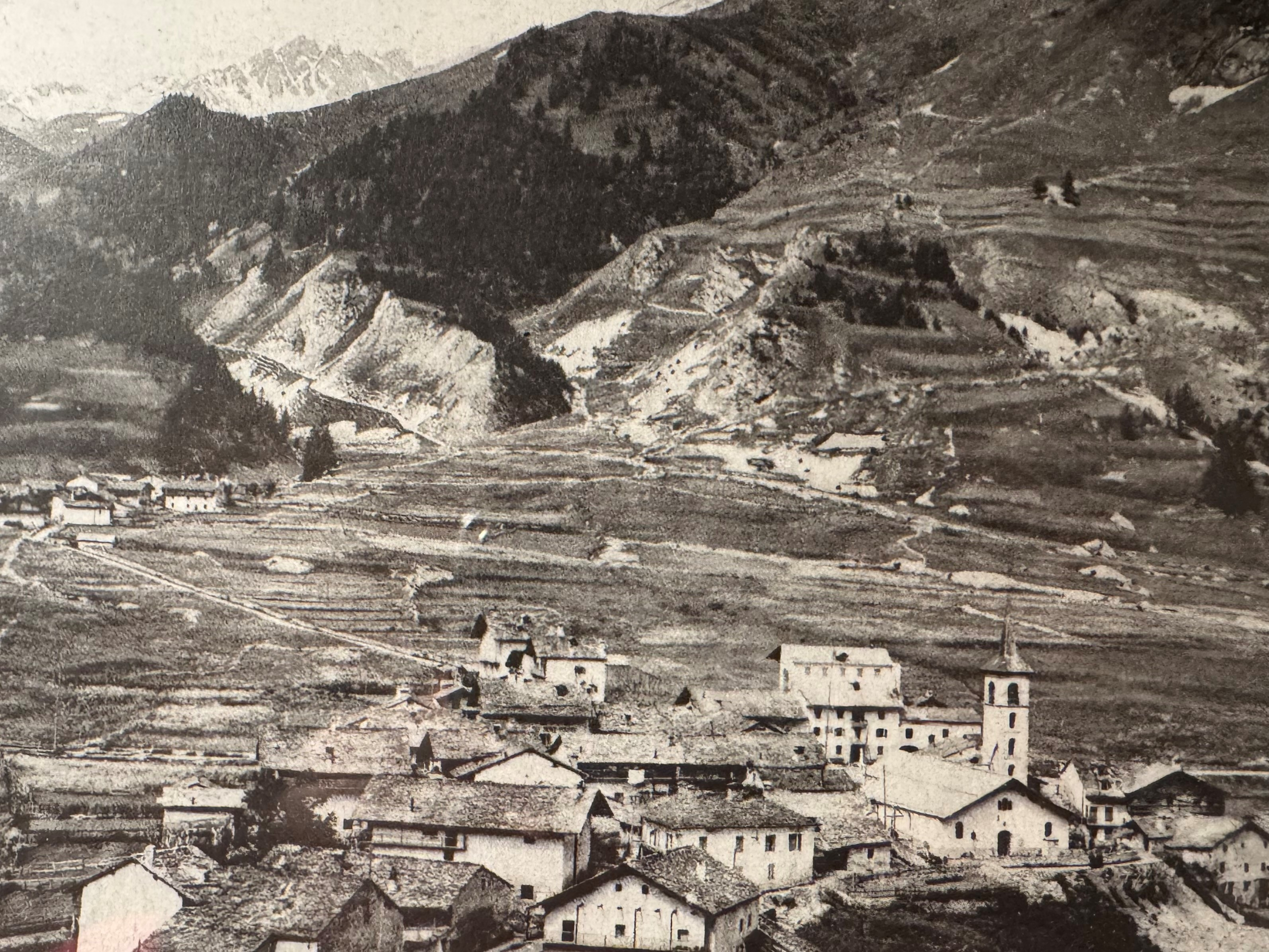
Le vieux village de Tignes dans les années 1930.

Différentes actions sont menées afin de ralentir, si ce n'est d'empêcher la construction du barrage. Quelques incendies de baraques provoquent l'arrivée de la Garde mobile puis, plus tard, la surveillance du chantier par les CRS. La commune de Tignes assigne EDF en justice afin d'obtenir des réparations et notamment des dédommagements considérés comme acceptables. La voix des habitants arrive à se faire entendre dans la presse nationale (Paris Match, etc.). Cependant les travaux se poursuivent.
Après le déménagement du cimetière, l'expulsion manu militari des réfractaires et le dynamitage de l'église et des maisons,,, le village du « vieux Tignes » est finalement englouti en 1952. Et, le 4 juillet 1953, le président de la République Vincent Auriol peut inaugurer le barrage.
Quelques années plus tard (en 1956) et grâce aux subventions de l'État, quelques Tignards donneront naissance à une station de sports d'hiver Tignes, 6 km au-dessus du barrage.

## Exploitation et entretien
Tous les dix ans, lors de l'inspection décennale, le barrage est vidangé afin de permettre une inspection de la paroi du barrage, haute de 180 m. Il semble qu'il n'y aura plus de vidange décennale car désormais les inspections se font grâce à des robots subaquatiques, limitant l'interruption de service. Toutefois, les deux dernières vidanges ont eu lieu en mars 2000 et avril 2014.
Le barrage fait l’objet de travaux pendant la période 2013-2015. L’objectif est d’assurer la maintenance du complexe hydroélectrique qui produit près de 900 millions de kWh/an. Au total, entre 80 et 100 millions d’euros seront investis, et plus de 200 intervenants seront mobilisés sur le chantier, dont 60 % d’entreprises locales. D’après les prévisions en cours, on évalue à « 12 millions d’euros les retombées directes du chantier sur la région Rhône-Alpes, dont près de 70 % sur la Savoie ».

Vues du lac du Chevril lors de la vidange de 2014
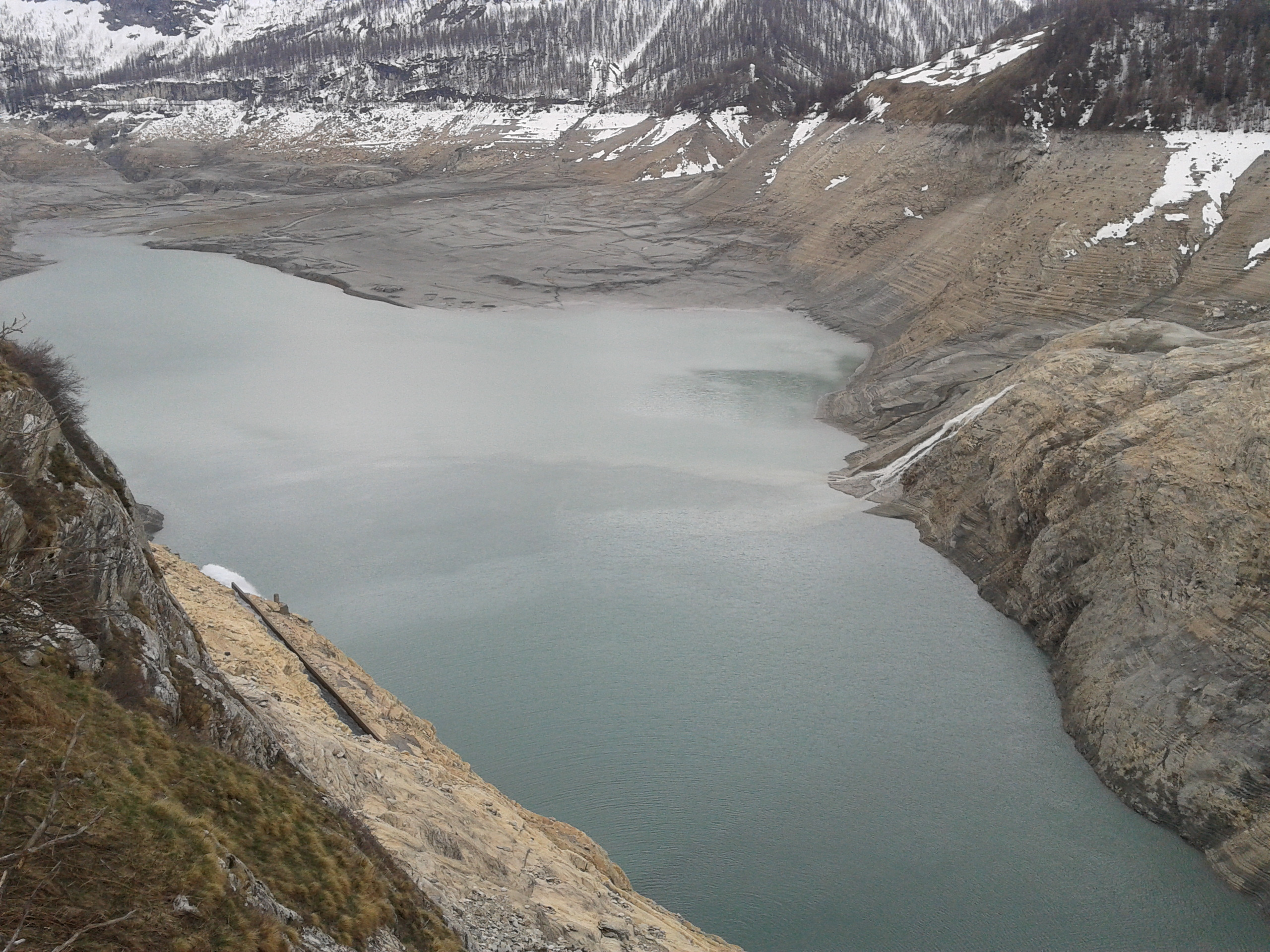
Vue générale du lac de Tignes vide avec les restes du village au fond
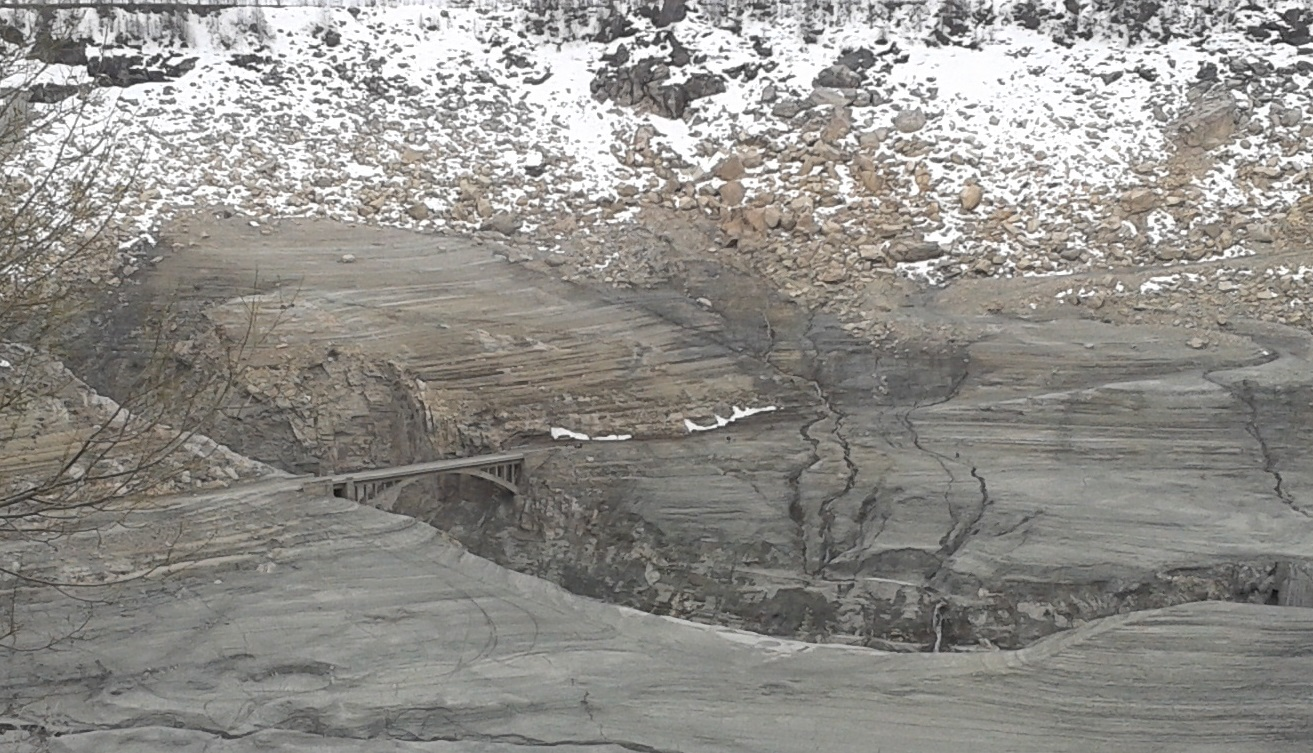
Vue de l'ancien pont par-dessus l'Isère habituellement englouti
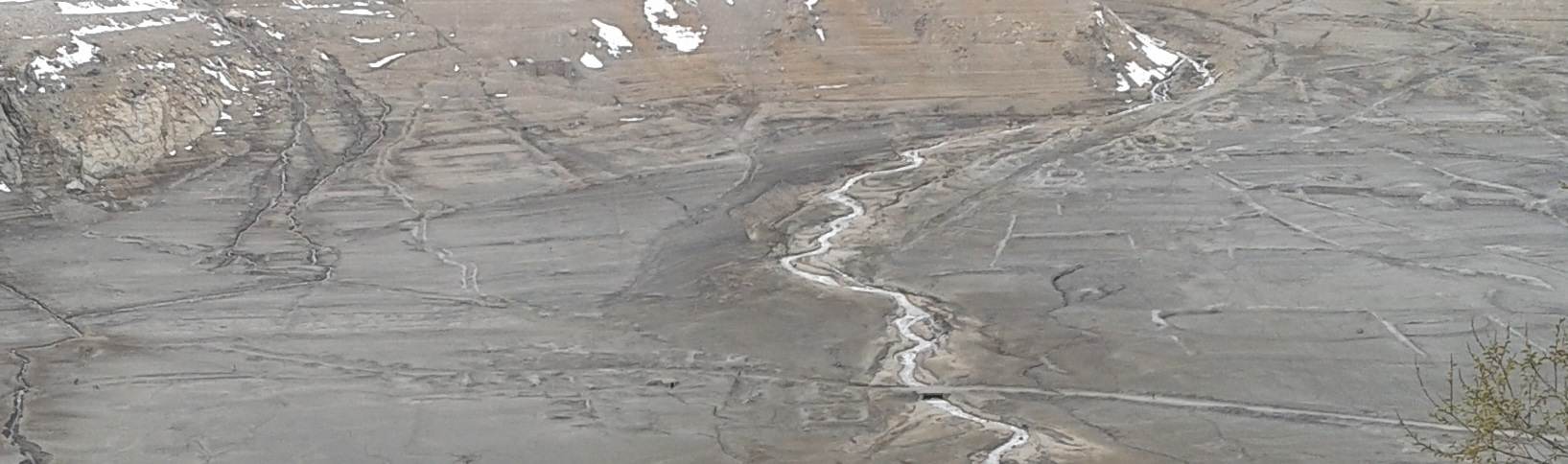
Vue de la route avec un petit pont et des traces d'habitations
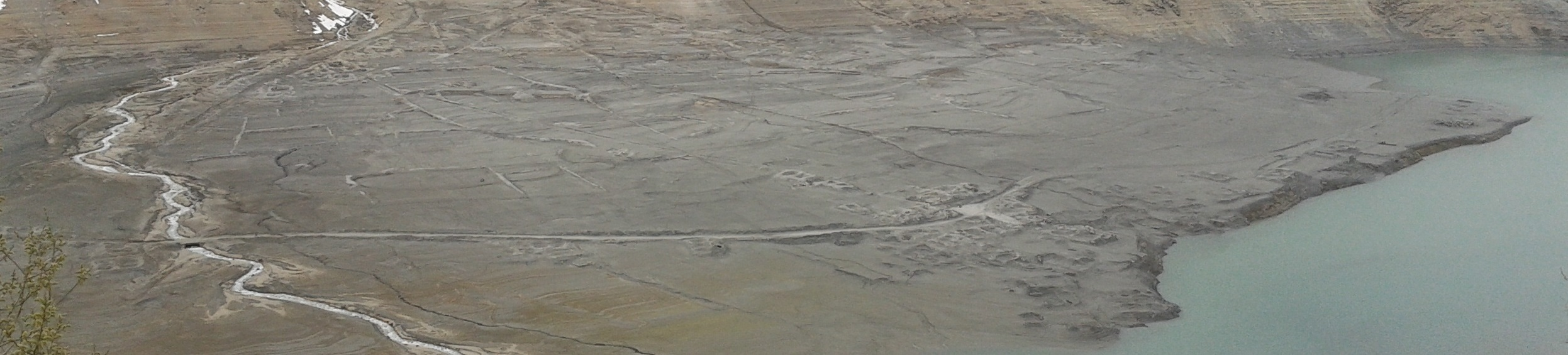
Vue des vestiges de l'ancien village de Tignes et de la route.

## Description

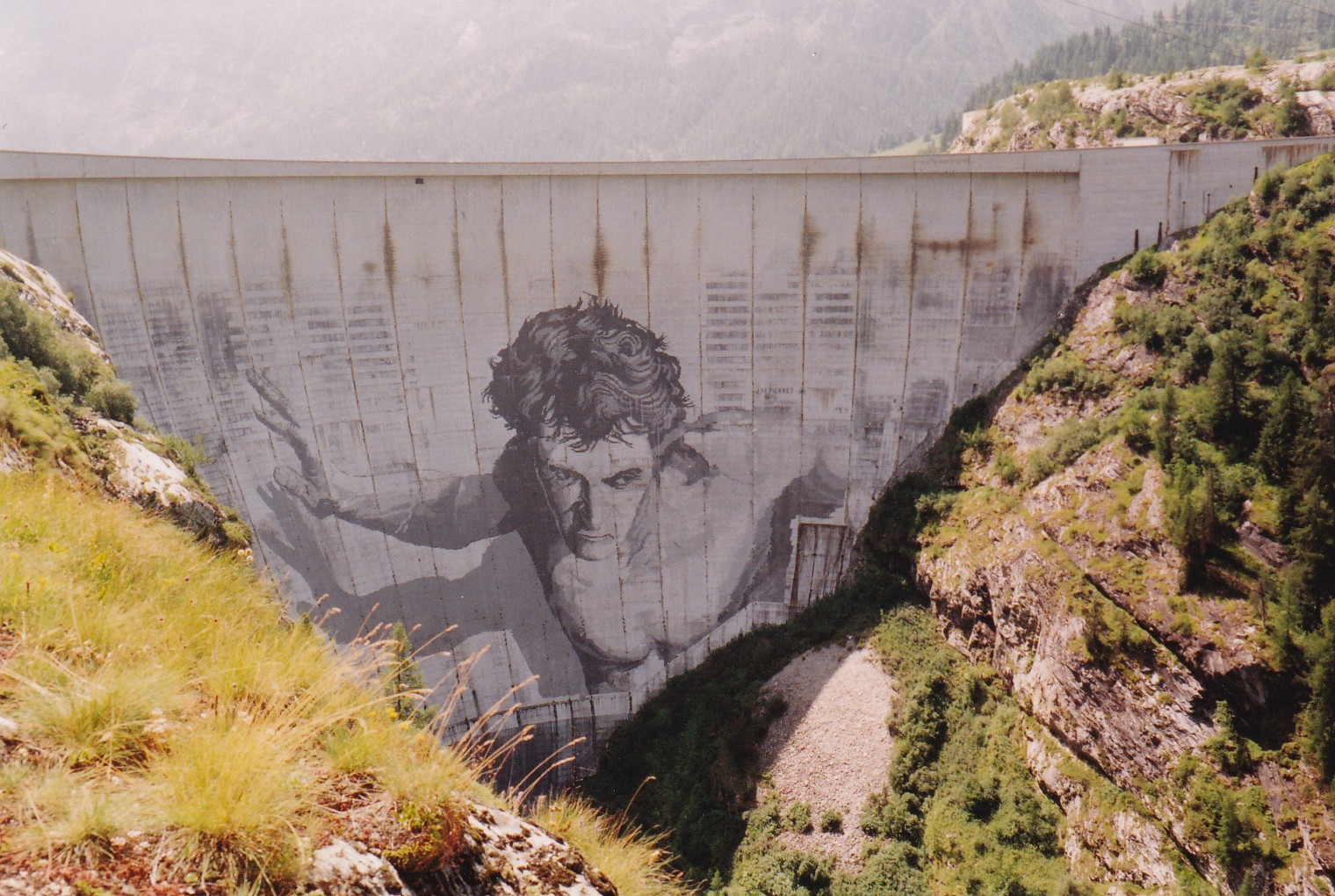
Le barrage et sa fresque en 1992.

Le barrage permet la formation d'un lac artificiel de 235 millions de m3, le lac du Chevril, et fait partie de l’Unité de Production Alpes (UP Alpes) du groupe EDF qui comprend 132 autres barrages dont celui du Mont-Cenis, mais aussi des stations de pompage comme la STEP de Grand'maison, ou encore des centrales électriques à l’instar des installations situées à Malgovert. Au total, cette UP Alpes représente un tiers de la production hydraulique française, soit 16 000 GWh/an, elle emploie plus de 1 000 agents quotidiennement, et bénéficie de la certification ISO14001.
Ses fondations font 20 mètres de profondeur, sa longueur approche les 300 mètres, son épaisseur les 50 mètres ; il retient les 235 millions mètres cubes d’eau du lac artificiel du Chevril. Il s’agit du plus haut barrage de France qui culmine à 180 mètres de hauteur.
Son mur est recouvert d'une fresque (qui a été la plus grande du monde) de Jean-Marie Pierret de 18 000 m2 peinte à la fin des années 1980, intitulée « Le Géant ou Hercule soutenant le monde » et représentant Hercule. Cette œuvre demanda 3 mois de travail à une équipe de peintres ainsi que six tonnes de peinture. Elle est visible depuis la route D902 mais aussi depuis la vallée du village des Brévières, 200 mètres en contrebas de l'édifice. Aujourd'hui, en raison du temps et des intempéries, il est difficile de distinguer les détails de la fresque, seule une tache sombre représentant les cheveux du géant reste perceptible.
Durant l'hiver 2021, EDF procède à l'illumination du barrage en soirée, en projetant quatre tableaux représentant l'activité du barrage.

## Dans la culture et les médias
- Le Grand Restaurant, film de 1966 de Jacques Besnard
- Mémoires de Dauphiné-Savoie et des Alpes : 1912-1970 de Pierre Beccu (documentaire)
- Taxi 3, film de 2003 de Gérard Krawczyk
- Les Revenants, série télévisée de 2012
- Celebrity Hunted: Chasse à l'homme, série télévisée de 2021 diffusée sur Prime Video
- Seyvoz, roman de Maylis de Kerangal et Joy Sorman, Éditions Inculte, Paris, 2022[13]
- Le Silence et la Colère, roman de Pierre Lemaitre, Calmann-Lévy, 592 p. janvier 2023  (ISBN 978-2-7021-8385-4 et 978-2-7021-8361-8) (dans le roman, le nom de Tignes est remplacé par celui de Chevrigny)